# كريستينا إيبس
كريستينا إيبس (بالإنجليزية: Christina Epps)‏ هي منافسة ألعاب القوى أمريكية، ولدت في 20 يونيو 1991 في ذا برونكس في الولايات المتحدة.

## وصلات خارجية
- كريستينا إيبس على موقع الاتحاد الدولي لألعاب القوى (الإنجليزية)
- كريستينا إيبس على موقع TFRRS.org (الإنجليزية)
- كريستينا إيبس على موقع TFRRS.org (الإنجليزية)
- كريستينا إيبس على موقع أوليمبيديا (الإنجليزية)
- كريستينا إيبس على موقع اللجنة الأولمبية والبارالمبية الأمريكية (الإنجليزية)